# Граттан, Генри
Генри Граттан (англ. Henry Grattan; 3 июля 1746 — 4 июня 1820) — ирландский политический деятель времён английского господства. Либеральные историки (У. Лекки, Дж. О´Брайен и др.) высоко оценивали роль Граттана в национальной борьбе ирландского народа. В то же время Карл Маркс резко осуждал антиреволюционные тенденции в деятельности ирландского политика.

## Биография
По профессии адвокат, был выдающимся оратором («ирландский Демосфен»). Лидер ирландской либеральной оппозиции британскому правительству. С 1775 года выступал в ирландской палате общин как выразитель протестантской части англо-ирландского населения, недовольной колонизаторской политикой Англии в Ирландии.
Был одним из лидеров «Вигского клуба», желавшего смягчить наиболее радикальные тенденции в национальном ирландском движении умеренно-либеральными требованиями и стремившегося к поиску компромисса с британским правительством. К республиканской программе радикалов, левого крыла Общества объединённых ирландцев, относился резко отрицательно.
В 1775 году возглавил Ирландскую патриотическую партию, на тот момент ведущую политическую силу ирландских националистов-автономистов.
В апреле 1782 года Граттан добился автономии для Ирландии. Парламент Дублина проголосовал за выделение ему в качестве благодарности 100 000 фунтов стерлингов, из которых он принял 50 000. Опасаясь вслед за Тринадцатью американскими колониями, потерять ещё и Ирландию, британское правительство согласилось на требования ирландских патриотов.
Влияние Граттана было настолько велико, что последующие 18 лет большей законодательной независимости вошли в историю как Парламент Граттана. Виги из коалиционного правительства Фокса-Норта в Лондоне согласились с тем, что ирландский парламент будет принимать законы для Ирландии. Имея поддержку ирландского парламента и британского правительства, и «Желая получить максимально полное конституционное соглашение о новом статусе Ирландии», Граттан также запросил и получил от парламента Великобритании ещё один Декларативный акт, принятый 22 января 1783 года, который включал следующую формулу:
«Будет принято, что право, на которое претендует народ Ирландии, быть связанным только законами, принятыми Его Величеством и Парламентом этого королевства, во всех случаях, какими бы они ни были, и настоящим объявляется установленным и закрепленным навечно, и ни при каких обстоятельствах не может подвергаться сомнению или сомнению».
Единственным оставшимся конституционным звеном между монархиями Ирландии и Британии была Корона, представленная вице-королём. Граттан считал, что следует поддерживать выгодную связь с Великобританией, и сравнил свою политику с географическим положением Ирландии в чёткой формуле: «Пролив запрещает союз; океан запрещает разделение».
Это был пик политической карьеры Граттана. В рядах патриотов нарастали разногласия которые привели к тому, что в 1789 году патриоты-реформисты официально учредили Ирландскую партию вигов (Irish Whig Party). Французская революция усилила разногласия между патриотами. В 1791 году в Белфасте создано католическое Общество объединённых ирландцев, выдвинувшее программу борьбы за независимую ирландскую республику, отмену сословных и феодальных привилегий лендлордов и англиканской церкви. Растущее среди католиков влияние радикалов, требовавших полного разрыва с Великобританией и полной эмансипации всех религий, отодвинул Граттана и патриотов на второй план.
В 1795 году лондонское правительство, опасаясь радикалов, поддержавших революционную Францию в войне Первой коалиции, запретило SUI и, одновременно, продолжило реформы, улучшавшие жинь ирландцев, в том числе католиков. Однако ранее в том же году Лондон быстро отозвал нового вице-короля лорда Фицуильяма, который намеревался назначить Граттана в администрацию. Отзыв Фитцуильяма и введение военного положения в марте 1797 года заставили Граттана и поддерживающую его группу депутатов выйти из парламента в мае 1797 года, а начавшиеся к тому времени гражданские волнения, вызванные действиями британской армии, милиции, Оранжистов, Защитников и «Объединённых ирландцев», сделали Ирландию неуправляемой.
Неудачное восстание, начатое в мае 1798 года республиканцами из SUI в координации с французским вторжением, серьезно повредило делу Граттана. Хотя большинство либеральных патриотов выступили против восстания, их поддержка в Лондоне упала. Лондонское правительство Уильяма Питта-младшего в ответ на восстание стало активно проталкивать Акт об Унии унии Великобритании и Ирландии 1800 года, которое объединило бы обе страны в новое Соединённое Королевство, при этом ирландский парламент был бы ликвидирован, а его законодательные фнукции перешли британскому парламенту. Естественно, что Граттан выступил против этого в жарких дебатах 1799 и 1800 годов, но не смог помешать унии. Все эти события привели к распаду Ирландской патриотической партии.
В 1805 году был избран в британский парламент, где примыкал к английским вигам.

## Сочинения
- The speeches, London 1822